# ベトナム人民軍
ベトナム人民軍（ベトナムじんみんぐん、ベトナム語: Quân đội Nhân dân Việt Nam、漢字：軍隊人民越南）は、ベトナム社会主義共和国の国防を担当する軍事組織。
事実上、国の正規軍として機能すると共に、ベトナム共産党が指揮する「党軍」としての側面も併せ持つ。

## 概要
憲法上は、国家主席が人民武力（軍や民兵など）を統率すると規定されているが、事実上、ベトナム共産党中央執行委員会書記長をトップとするベトナム共産党中央軍事委員会が最高意思決定機関となっている。中央軍事党委員会は国防部を通じて人民武力を統率する。国会は「国防安全保障評議会」（国家主席が評議会議長を兼任）を設置し、軍事政策を監督することになっている。
ベトナム人民軍は、陸軍、海軍、空軍で構成される。かつては総兵力170万の大軍であったが、カンボジアやラオスから撤退、軍縮を進め、現在の総兵力は約48万4000人（『ミリタリー・バランス』 2006年版）。
ベトナムは「全民国防」を軍事政策の基本とし、徴兵制を導入している。海軍（3年）など一部を除き、期間は2年。
ベトナム社会主義共和国の前身であるベトナム民主共和国は第一次インドシナ戦争時にクァンガイ陸軍中学などで多数の残留日本兵を留用した。中国とソ連両方の支援を受け、中ソ論争では当初中立の立場を取った。ベトナム人民軍は現在も中国製やソ連・ロシア製兵器が主力を占めるが、南ベトナム併合時に、南ベトナム軍やラオス先住民族ミャオ族（モン族）の右派から接収したアメリカ製兵器も保有している。
ベトナム戦争終了後、ベトナム人民軍はラオスの旧ホーチミン・ルート沿線において左派ミャオ族やラオス軍との合同による執拗な掃討作戦を行い、ベトナム戦争の折アメリカに協力してベトナムを攻撃していた右派ミャオ族に対して、事実上の民族浄化を行った（ラオス内戦）。
1979年、ベトナムのレ・ズアン政権は当時のソ連に接近して中国と対立し、大規模な軍事衝突が起きた（中越戦争）。1984年にも、ベトナムは国境地帯で中国人民解放軍と激しい衝突を繰り返し、多大な犠牲を被った（中越国境紛争）。しかし、1980年代後半・1990年代に入ると、ベトナムではチュオン・チンやグエン・ヴァン・リンのような親中派が台頭して中国と水面下で接触するようになった。ベトナムは中国と和解し、未確定となっていた陸上やトンキン湾の境界を定めた。それでも、現在未確定の南沙諸島や西沙諸島の領有権をめぐっては、両国は軍事衝突も辞さない姿勢であり、依然対立している。
2000年代になるとベトナム人民軍の装備は全般的に旧式化し、実効支配する南シナ海の島々で制空権と制海権を確保するため、2010年代にはロシアから1241型大型ミサイル艇やSu-30戦闘機などを購入しているほか、キロ級潜水艦6隻を購入する交渉も進めるなど、海軍と空軍に重点をおいて更新を進めているほか、かつての敵国であるアメリカと合同軍事演習を行っている。また、小火器や小型艦艇などの国産能力も有し、イスラエルからの武器購入・技術協力もある。
2014年には国際連合平和維持活動（PKO）に初参加した。

## 勢力

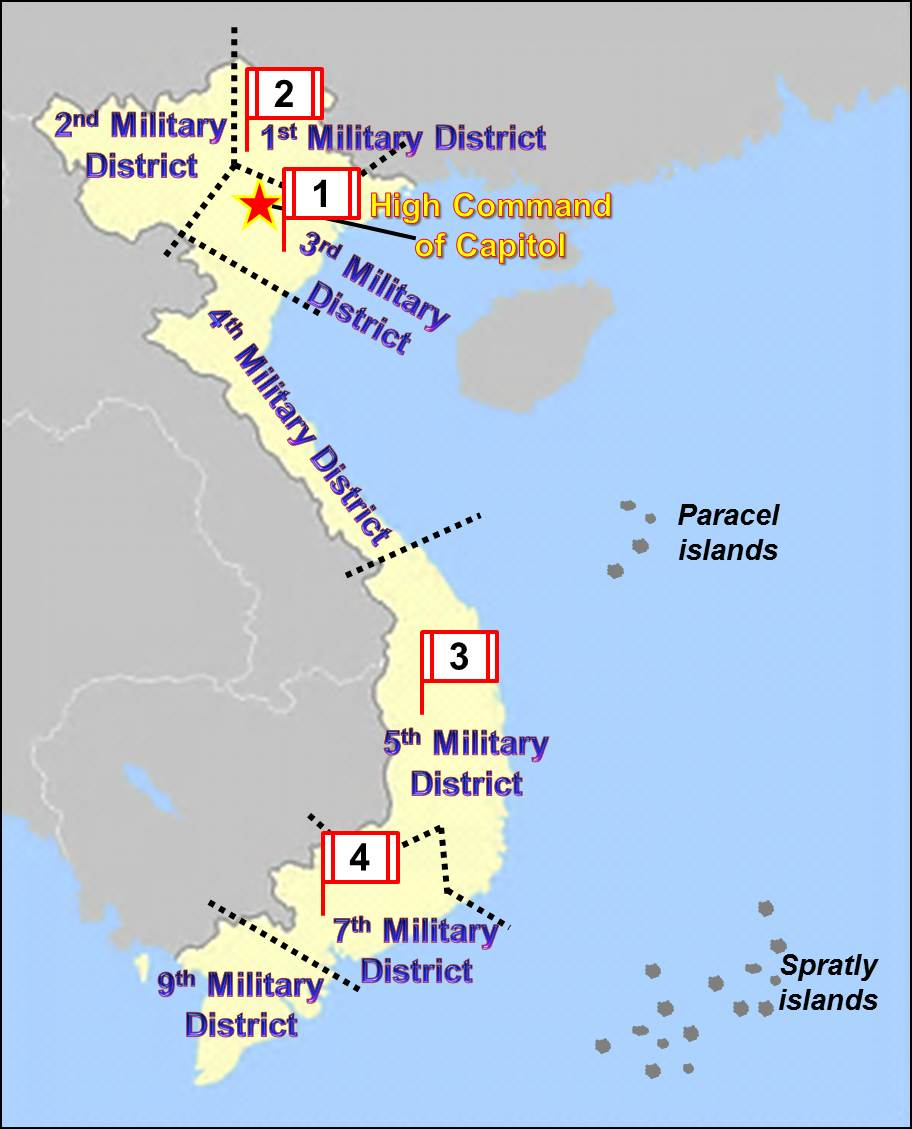
軍管区

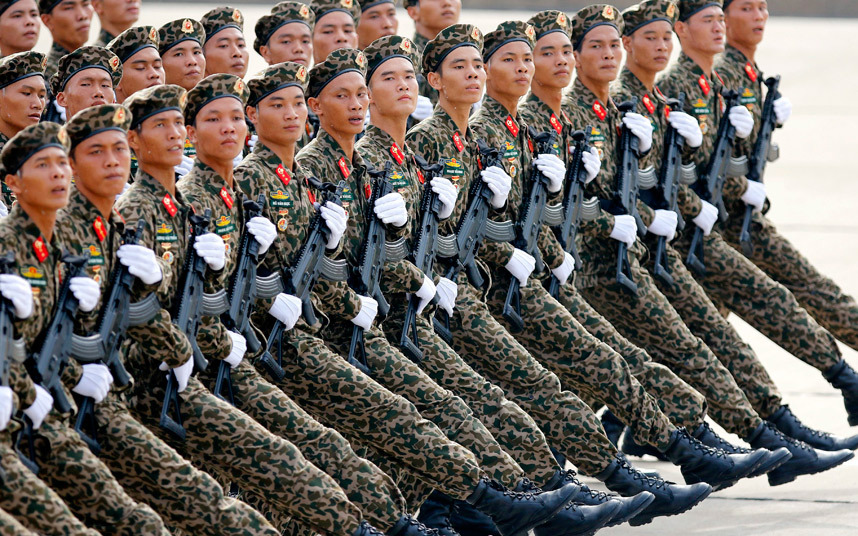
パレード行進中の兵士(2015)

ベトナム人民陸軍
- 兵員　約41万2千人[4]
- 戦車　2000台以上[4] - T-34、T-54/55、59式、T-62、T-90、 PT-76、62式、63式
- 装甲車 1700台以上[4]
- 火砲　3000門以上[4]

ベトナム人民海軍
- 兵員　約4万5千人
- フリゲート艦 7
- コルベット艦 11
- 2017年現在、潜水艦6艦

ベトナム人民空軍
- 兵員    約3万人、作戦機84機、ヘリ34機、対空部隊[4]

## 沿革
- 1935年 - インドシナ共産党第1回党大会で思想工作に根ざした自衛組織設立構想が提示
- 1940年 - 最初のゲリラ組織「バクソン遊撃隊」（北部）と「ナムキー遊撃隊」（南部）が組織
- 1944年12月22日[5] - ヴォー・グエン・ザップらによって抗日・抗仏のための「ベトナム解放軍部隊」が結成（後に「ベトナム解放軍宣伝隊」[6]に改名）
- 1945年5月 - 「ベトナム解放軍」に改名
- 1945年9月 - ベトナム民主共和国が建国され、国軍としての「衛国団」に改名・編成
- 1946年1月 - 党中央委員会による軍の指導を補佐する機関として、党中央軍事委員会が設立
- 1946年5月 - 「ベトナム民主共和国国家軍」に改名
- 1946年11月 - ヴォー・グェン・ザップが総司令官に就任
- 1950年[7] - 「ベトナム人民軍」に改名
- 1955年8月5日 - ベトナム人民海軍創設
- 1956年9月 - ベトナム人民空軍創設

## 階級

### 陸軍式階級
陸軍式階級は、ベトナム人民陸軍、ベトナム人民空軍、ベトナム辺防部隊、ベトナム海上警察、人民公安軍に適用される。ただし、大将は、陸軍と人民公安軍のみ。
- 将級 (Cấp tướng) 
  - 大将 (Đại tướng)
  - 上将 (Thượng tướng)
  - 中将 (Trung tướng)
  - 少将 (Thiếu tướng)
- 佐級 (Cấp Tá) 
  - 大佐 (Đại tá)
  - 上佐 (Thượng tá)
  - 中佐 (Trung tá)
  - 少佐 (Thiếu tá)
- 尉級 (Cấp uý) 
  - 大尉 (Đại úy)
  - 上尉 (Thượng úy)
  - 中尉 (Trung úy)
  - 少尉 (Thiếu úy)
  - 准尉 (Chuẩn úy)
- 士級 (Cấp sĩ) 
  - 上士 (Thượng sĩ)
  - 中士 (Trung sĩ)
  - 下士 (Hạ sĩ)
- 兵級 (Cấp binh) 
  - 兵一 (Binh nhất)
  - 兵二 (Binh nhì)

### 海軍式階級
ベトナム人民海軍では将官のみ呼称が異なるが、他は陸軍式に準じる。
- 将級 (Cấp tướng) 
  - 都督 (Đô đốc)  - 上将
  - 副都督 (Phó Đô đốc)  - 中将
  - 准都督 (Chuẩn Đô đốc)  - 少将